# KIREI NOTE Lounge
KIREI NOTE Lounge（キレイノート ラウンジ）は、2019年10月から2022年4月まで、ラジオ大阪（OBC）とニッポン放送（LF）の共同制作で放送された、ラジオのトーク番組・情報番組である。

## 概要
ビューティーサイト「キレイノート」との連動番組。「キレイ」を探す旅をするというコンセプトで、毎回ゲストを迎え、トークを通じて最新のコスメや美容情報を送る。
ラジオ大阪が主幹制作扱いとなっており、メールアドレスも同局のドメインが割り当てられているが、番組の収録は東京・有楽町のニッポン放送のスタジオにて行われている。
開始から2020年9月までの1年間は、共同制作局のみで放送される週1回30分間のレギュラー番組として編成。同年10月からの3ヶ月間はプロ野球の日程変更の影響でニッポン放送が変則的な編成を採ったため一旦終了していたが、2021年1月から3月までの間、概ね隔週の割合で放送される1時間の不定期番組として、5回分（共同制作局のみ放送の年末特番も含めると6回）の放送が行われ、この間はNRNのラインネット番組に組み込まれていた。
共同制作局のみの放送に戻った2021年4月から9月までは、ニッポン放送では『ショウアップナイター』が編成されない日曜日（2020年東京オリンピック開催予定期間となる7月と、毎週野球中継が編成される9月は例外）に概ね月1回程度の不定期で放送されることになり、同局のスケジュールに合わせる形でラジオ大阪での放送も数日先行で編成された。同年10月と11月はこの年もプロ野球が11月まで続くことから放送は行われず、12月からは前年度ナイターオフ同様の体制で、NRNのラインネット番組として編成された。
しかし、2022年4月の放送を以って終了になることが決まり、2年半の歴史に幕を閉じることになった。最終回は改編期を跨ぐため、共同制作局のみの特番扱いで放送された。

## 出演
- ナビゲーター：高橋愛（元モーニング娘。）
- コンダクター：岡田ロビン翔子 ※第27回より出演

## 放送時間
放送枠がイレギュラーとなる事例については放送リストの項に個別で記載する。

### 30分番組時代
| 放送対象地域 | 放送局             | 放送時間                      | 放送期間            | 備考       |
| ------------ | ------------------ | ----------------------------- | ------------------- | ---------- |
| 近畿広域圏   | ラジオ大阪（OBC）  | 2019年10月4日 - 2020年9月25日 | 金曜 23:30 - 翌0:00 | 共同制作局 |
| 関東広域圏   | ニッポン放送（LF） | 2019年10月2日 - 2020年3月18日 | 水曜 21:00 - 21:30  | 共同制作局 |
| 関東広域圏   | ニッポン放送（LF） | 2020年3月23日 - 2020年9月28日 | 月曜 19:30 - 20:00  | 共同制作局 |

### 1時間番組時代
| 放送対象地域  | 放送局                        | 放送時間                                              | 放送期間                                                         | 備考       |
| ------------- | ----------------------------- | ----------------------------------------------------- | ---------------------------------------------------------------- | ---------- |
| 近畿広域圏    | ラジオ大阪（OBC）             | 2021年1月14日 -                                       | 不定期木曜 22:00 - 23:00 （2021年3月まで隔週、4月から概ね月1回） | 共同制作局 |
| 関東広域圏    | ニッポン放送（LF）            | 2021年1月15日 - 3月12日 2021年12月3日 - 2022年3月10日 | 不定期金曜 20:00 - 21:00                                         | 共同制作局 |
| 関東広域圏    | ニッポン放送（LF）            | 2021年4月18日 - 8月22日                               | 概ね月1回日曜 19:00 - 20:00                                      | 共同制作局 |
| 山形県        | 山形放送（YBC）               | 2021年1月15日 - 3月12日 2021年12月3日 - 2022年3月11日 | 不定期金曜 20:00 - 21:00                                         |            |
| 新潟県        | 新潟放送（BSN）               | 2021年1月15日 - 3月12日 2021年12月3日 - 2022年3月11日 | 不定期金曜 20:00 - 21:00                                         |            |
| 富山県        | 北日本放送（KNB）             | 2021年1月15日 - 3月12日 2021年12月3日 - 2022年3月11日 | 不定期金曜 20:00 - 21:00                                         |            |
| 石川県        | 北陸放送（MRO）               | 2021年1月15日 - 3月12日 2021年12月3日 - 2022年3月11日 | 不定期金曜 20:00 - 21:00                                         |            |
| 中京広域圏    | 東海ラジオ（SF）              | 2021年1月15日 - 3月12日 2021年12月3日 - 2022年3月11日 | 不定期金曜 20:00 - 21:00                                         |            |
| 和歌山県      | 和歌山放送（WBS）             | 2021年1月15日 - 3月12日 2021年12月3日 - 2022年3月11日 | 不定期金曜 20:00 - 21:00                                         |            |
| 徳島県        | 四国放送（JRT）               | 2021年1月15日 - 3月12日 2021年12月3日 - 2022年3月11日 | 不定期金曜 20:00 - 21:00                                         |            |
| 香川県        | 西日本放送（RNC）             | 2021年1月15日 - 3月12日 2021年12月3日 - 2022年3月11日 | 不定期金曜 20:00 - 21:00                                         |            |
| 長崎県 佐賀県 | 長崎放送（NBC） NBCラジオ佐賀 | 2021年1月15日 - 3月12日 2021年12月3日 - 2022年3月11日 | 不定期金曜 20:00 - 21:00                                         |            |
| 熊本県        | 熊本放送（RKK）               | 2021年1月15日 - 3月12日 2021年12月3日 - 2022年3月11日 | 不定期金曜 20:00 - 21:00                                         |            |
| 大分県        | 大分放送（OBS）               | 2021年1月15日 - 3月12日 2021年12月3日 - 2022年3月11日 | 不定期金曜 20:00 - 21:00                                         |            |

## 放送リスト
| 回 | 放送日（OBC）                | 放送日（LF）                 | ゲスト                                     | 備考                                               |
| -- | ---------------------------- | ---------------------------- | ------------------------------------------ | -------------------------------------------------- |
| 01 | 2019年10月04日               | 2019年10月02日               | （なし）                                   |                                                    |
| 02 | 2019年10月11日               | （欠番）                     | （なし）                                   | ラジオ大阪のみのローカル放送                       |
| 03 | 2019年10月18日               | 2019年10月16日               | 長田杏奈（美容ライター）                   |                                                    |
| 04 | 2019年10月25日               | （欠番）                     | （なし）                                   | ラジオ大阪のみのローカル放送                       |
| 05 | 2019年11月01日               | 2019年10月30日               | 神崎恵（モデル）                           |                                                    |
| 06 | 2019年11月08日               | 2019年11月06日               | 神崎恵（モデル）                           |                                                    |
| 07 | 2019年11月15日               | 2019年11月13日               | 真名子（カメラマン）                       |                                                    |
| 08 | 2019年11月22日               | 2019年11月20日               | 真名子（カメラマン）                       |                                                    |
| 09 | 2019年11月29日               | 2019年11月27日               | 木部明美（ヘアメイクアップアーティスト）   |                                                    |
| 10 | 2019年12月06日               | 2019年12月04日               | 木部明美（ヘアメイクアップアーティスト）   |                                                    |
| 11 | 2019年12月13日               | （欠番）                     | （なし）                                   | ラジオ大阪のみのローカル放送                       |
| 12 | 2019年12月20日               | 2019年12月18日               | 久島有希乃（Humming food）                 |                                                    |
| 13 | 2019年12月27日               | 2019年12月25日               | 辻元舞（モデル）                           |                                                    |
| 14 | 2020年01月03日               | 2020年01月01日               | 辻元舞（モデル）                           |                                                    |
| 15 | 2020年01月10日               | 2020年01月08日               | 詩歩（絶景プロデューサー）                 |                                                    |
| 16 | 2020年01月17日               | 2020年01月15日               | 詩歩（絶景プロデューサー）                 |                                                    |
| 17 | 2020年01月24日               | 2020年01月22日               | やすみりえ（川柳作家）                     |                                                    |
| 18 | 2020年01月31日               | 2020年01月29日               | やすみりえ（川柳作家）                     |                                                    |
| 19 | 2020年02月07日               | 2020年02月05日               | 松本恵奈（CLANE DESIGN CREATIVE DIRECTOR） |                                                    |
| 20 | 2020年02月14日               | 2020年02月12日               | 松本恵奈（CLANE DESIGN CREATIVE DIRECTOR） |                                                    |
| 21 | 2019年02月21日               | （欠番）                     | （なし）                                   | ラジオ大阪のみのローカル放送                       |
| 22 | 2020年02月28日               | 2020年02月26日               | 七尾亜紀子（整理収納アドバイザー）         |                                                    |
| 23 | 2020年03月06日               | 2020年03月04日               | イガリシノブ（メイクアップアーティスト）   |                                                    |
| 24 | 2020年03月13日               | 2020年03月11日               | イガリシノブ（メイクアップアーティスト）   |                                                    |
| 25 | 2020年03月20日               | 2020年03月18日               | Miyuki（アロマパシー開発者）               |                                                    |
| 26 | 2020年03月27日               | 2020年03月23日               | 河村真菜（靴磨き職人）                     | ニッポン放送での放送時間が変更                     |
| 27 | 2020年04月03日               | 2020年03月30日               | AYA（フィットネストレーナー）              | この回から岡田がレギュラーに加入                   |
| 28 | 2020年04月10日               | 2020年04月06日               | AYA（フィットネストレーナー）              |                                                    |
| 29 | 2020年04月17日               | 2020年04月13日               | 山崎まいこ（美容皮膚科院長）               |                                                    |
| 30 | 2020年04月24日               | 2020年04月27日               | 山崎まいこ（美容皮膚科院長）               |                                                    |
| 31 | 2020年05月01日               | 2020年05月04日               | 長田杏奈                                   | ゲストはリモート出演                               |
| 32 | 2020年05月08日               | 2020年05月11日               | 長田杏奈                                   | ゲストはリモート出演                               |
| 33 | 2020年05月15日               | 2020年05月18日               | 君島十和子（実業家）                       | ゲストはリモート出演                               |
| 34 | 2020年05月22日               | 2020年05月25日               | 君島十和子（実業家）                       | ゲストはリモート出演                               |
| 35 | 2020年05月29日               | 2020年06月01日               | Emmy（スピリチュアルカウンセラー）         | ゲストはリモート出演                               |
| 36 | 2020年06月05日               | （欠番）                     | Emmy（スピリチュアルカウンセラー）         | ゲストはリモート出演。ラジオ大阪のみのローカル放送 |
| 37 | 2020年06月12日               | 2020年06月15日               | 優木まおみ（タレント）                     | ゲストはリモート出演                               |
| 38 | 2020年06月19日               | 2020年06月22日               | 優木まおみ（タレント）                     | ゲストはリモート出演                               |
| 39 | 2020年06月26日               | 2020年06月29日               | 堀内將平（バレエダンサー）                 |                                                    |
| 40 | 2020年07月03日               | 2020年07月06日               | 堀内將平（バレエダンサー）                 |                                                    |
| 41 | 2020年07月10日               | 2020年07月13日               | 飛奈光重（漢方専門家）                     |                                                    |
| 42 | 2020年07月17日               | 2020年07月20日               | 飛奈光重（漢方専門家）                     |                                                    |
| 43 | 2020年07月24日               | 2020年07月27日               | 松本加奈美（料理研究家）                   |                                                    |
| 44 | 2020年07月31日               | （欠番）                     | 松本加奈美（料理研究家）                   | ラジオ大阪のみのローカル放送                       |
| 45 | 2020年08月07日               | 2020年08月10日               | 石井美保（美容アドバイザー）               |                                                    |
| 46 | 2020年08月14日               | 2020年08月17日               | 石井美保（美容アドバイザー）               |                                                    |
| 47 | 2020年08月21日               | 2020年08月24日               | ベッキー（タレント）                       |                                                    |
| 48 | 2020年08月28日               | 2020年08月31日               | ベッキー（タレント）                       |                                                    |
| 49 | 2020年09月04日               | （欠番）                     | 伊藤千晃（歌手）                           | ラジオ大阪のみのローカル放送                       |
| 50 | 2020年09月11日               | 2020年09月14日               | 伊藤千晃（歌手）                           |                                                    |
| 51 | 2020年09月18日               | 2020年09月21日               | （なし）                                   |                                                    |
| 52 | 2020年09月25日               | 2020年09月28日               | 小源寺亮太（ポールダンサー）               | 30分枠のレギュラー放送としては最終回               |
| 53 | 2020年12月28日 22:00 - 23:00 | 2020年12月28日 12:00 - 13:00 | 福田彩乃（ものまねタレント）               | 年末特番として放送                                 |
| 54 | 2021年01月14日               | 2021年01月15日               | 西村宏堂（僧侶）                           | NRN地方局では初回                                  |
| 55 | 2021年01月28日               | 2021年01月29日               | 加治ひとみ（アーティスト、モデル）         |                                                    |
| 56 | 2021年02月11日               | 2021年02月12日               | 福本敦子（美容コラムニスト）               |                                                    |
| 57 | 2021年02月25日               | 2021年02月26日               | 高山都（モデル）                           |                                                    |
| 58 | 2021年03月11日               | 2021年03月12日               | 君島十和子                                 | NRN地方局では一旦終了                              |
| 59 | 2021年04月15日               | 2021年04月18日               | 宇垣美里（フリーアナウンサー）             |                                                    |
| 60 | 2021年05月13日               | 2021年05月16日               | 入山法子（女優）                           |                                                    |
| 61 | 2021年06月11日 23:00 - 24:00 | 2021年06月13日               | 小林豊（俳優）                             |                                                    |
| 62 | 2021年07月22日               | 2021年07月24日 20:10 - 21:10 | 堀田茜（女優）                             |                                                    |
| 63 | 2021年08月19日               | 2021年08月22日               | 小西さやか（コスメコンシェルジュ）         |                                                    |
| 64 | 2021年09月16日               | 2021年09月20日 14:00 - 15:00 | 浅田舞（フィギュアスケーター）             |                                                    |
| 65 | 2021年12月02日               | 2021年12月03日               | 中村祥子（バレエダンサー）                 | NRN地方局での放送を再開                            |
| 66 | 2021年12月30日               | 2021年12月31日               | バービー（お笑い芸人）                     |                                                    |
| 67 | 2022年01月13日               | 2022年01月14日               | 加藤紀子（タレント）                       |                                                    |
| 68 | 2022年02月10日               | 2022年02月11日               | 三上大進（スキンケア研究家）               |                                                    |
| 69 | 2022年02月24日               | 2022年02月25日               | 佐藤めぐみ（女優）                         |                                                    |
| 70 | 2022年03月10日               | 2022年03月11日               | 高山大輝（ZILLION）                        | NRN地方局では最終回                                |
| 71 | 2022年04月01日 19:00 - 20:00 | 2022年04月02日 20:00 - 21:00 | （なし）                                   | 最終回、総集編                                     |